# Lịch sử chữ viết
Lịch sử chữ viết bắt đầu khi các hệ thống chữ viết đầu tiên của loài người xuất hiện vào đầu thời kỳ đồ đồng (cuối thiên niên kỷ 4 trước Công Nguyên) từ các biểu tượng tiền ký tự của thời kỳ đồ đá mới.

## Hệ thống biểu tượng tiền ký tự
Những hệ thống chữ viết đầu tiên không tự xuất hiện. Chúng bắt nguồn từ các tập quán cổ xưa của các hệ thống biểu tượng. Những hệ thống này không thể coi là chữ viết, nhưng chúng có rất nhiều đặc điểm liên hệ với chữ viết sau này, vì vậy có thể gọi là hệ thống tiền ký tự (nguồn gốc của chữ viết). Chúng là các hệ thống biểu tượng khá dễ nhớ và ghi lại ý, cho phép truyền đạt thông tin nhất định. Tuy vậy, chúng không có nội dung ngôn ngữ. Những hệ thống này xuất hiện ở đầu thời kỳ đồ đá mới, khoảng thiên niên kỷ thứ 7 TCN. Đáng chú ý có hệ biểu tượng Vinca có những cải tiến về biểu tượng giản đơn ở đầu thiên niên kỷ 7 TCN, dần tăng tính phức tạp trong thiên niên kỷ tiếp theo và lên đến đỉnh cao là những bản ghi Tartaria vào thiên niên kỷ 5 TCN. Những biểu tượng được xếp theo hàng lối chặt chẽ, giúp chúng ta liên tưởng ngay đến văn bản. Các ký tự tượng hình của Cận đông thời cổ đại (Ai Cập, Cuneiform – tiền thân nền văn minh Sumer, Cretan) dường như không bắt nguồn từ những hệ thống biểu tượng trên. Vì vậy, khó có thể kết luận rằng hệ thống chữ viết đã kế thừa biểu tượng tiền chữ viết ở thời điểm nào.
Năm 2003, các biểu tượng khắc trên mu rùa được phát hiện ở Jiahu, tỉnh Hà Nam, Trung Quốc. Phương pháp xác định tuổi bằng đồng vị carbon cho thấy những mu rùa này có từ thiên niên kỷ 2 trước công nguyên. Các mu rùa được tìm thấy khi khai quật những di chỉ ở 24 hang động thời đồ đá mới ở Jiahu, tỉnh Hà Nam, Trung Quốc. Theo một số nhà khảo cổ, những chữ viết trên mai rùa có những điểm tương đồng với ký tự viết trên những thẻ xương động vật ở thiên niên kỷ 2 TCN. Tuy nhiên, nhiều nhà khảo cổ khác không đồng ý với quan điểm đó. Họ cho rằng những phác họa hình học giản đơn như thế không hề liên hệ đến chữ viết cổ xưa.
Ở nền văn minh sông Ấn, chuỗi biểu tượng tìm thấy có thể tạo thành hệ biểu tượng tiền ký tự, có thể là chịu ảnh hưởng từ sự xuất hiện chữ viết ở Lưỡng Hà.

## Phát minh ra chữ viết
Những dạng cổ xưa nhất của chữ viết mang những yếu tố như ký tự viết tắt dựa trên những yếu tố tượng hình và tượng ý. Đa phần các hệ thống chữ viết có thể chia làm ba loại: tượng ý, tượng thanh và chia đoạn. Tuy vậy, cả ba loại này đều tìm thấy ở bất kỳ hệ thống chữ viết nào với mức độ cấu thành khác nhau và khiến việc xếp loại mỗi hệ chữ viết trở nên khó khăn và nhiều mâu thuẫn.

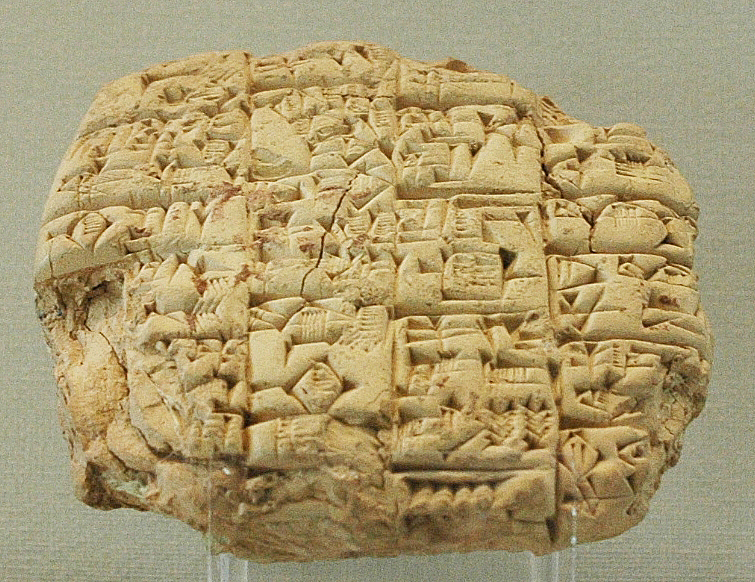
Lá thư tìm thấy ở Telloh của thầy tế Lu'enna gửi nhà vua (có lẽ tên là) Urukagina của thành Lagash, Lưỡng Hà, thông báo con ngài đã chết trận, khoảng năm 2.400 TCN.

Phát minh chữ viết đầu tiên cùng lúc với sự ra đời của thời kỳ đồ đồng ở cuối thời đồ đá mới, thiên niên kỷ 4 TCN. Người ta tin rằng hệ thống chữ viết đầu tiên của loài người ra đời cuối thiên niên kỷ 3 TCN tại vùng Sumer (Lưỡng Hà) ở dạng chữ hình nêm cổ xưa ở Triều đại Ur thứ ba. Cùng thời gian đó, những dạng tiền chữ viết Elamite phát triển thành chữ viết Elamite có hàng lối (dạng chữ viết này cho đến nay vẫn chưa giải mã được).
Sự phát triển của chữ viết tượng hình Ai cập song song với những ký tự vùng Lưỡng Hà và không nhất thiết là độc lập với nhau. Hệ thống tiền ký tự của người Ai Cập tiến hóa thành những ký tự tượng hình cổ xưa vào khoảng 3.200 năm TCN và phổ biến rộng rãi ở giữa thiên niên kỷ 3 TCN.
Ký tự của nền văn minh sông Ấn phát triển trong suốt thiên niên kỷ 3 cả ở dạng tiền chữ viết hoặc dạng chữ viết cổ xưa tuy vậy quá trình phát triển này tiến nhanh hơn khi nền văn minh đi qua giai đoạn đỉnh điểm vào khoảng 1.900 năm TCN.
Chữ viết của người Trung Quốc có lẽ là không cùng nguồn gốc với các nền văn minh Trung Đông. Từ hệ thống biểu tượng tiền chữ viết ở cuối thời kỳ đồ đá mới khoảng 6.000 năm TCN, chữ viết Trung Quốc ra đời khoảng 1.500 năm TCN vào thời nhà Thương.
Những hệ thống chữ viết ở châu Mỹ (bao gồm nền văn minh Maya và Olmec) cũng có những nguồn xuất xứ độc lập.
Phần lớn các hệ thống chữ viết trên thế giới ngày này đều bắt nguồn từ Ai Cập hoặc Trung Quốc. Có một vài ngoại lệ là hệ thống tượng ý của người Maya xuất hiện thế kỷ thứ 3 TCN và các ký tự tìm thấy trên đảo Phục Sinh.

## Chữ viết thời đại đồ đồng

### Chữ viết hình nêm
Hệ thống chữ viết nguyên thủy của người Sumer bắt nguồn từ những phiến đất sét được sử dụng để chỉ tên đồ vật. Cho đến cuối thiên niên kỷ 4 TCN, hệ thống này đã phát triển thành một phương pháp lưu lại các bản  kê, sử dụng bút trâm đầu tròn ấn lên tấm đất sét theo các góc khác nhau để ký hiệu con số. Cách ghi này dần được gia tố các biểu tượng ghi bằng bút trâm sắc để chỉ ra cái gì được đếm. Ghi chép sử dụng bút trâm đầu tròn và bút trâm đầu sắc, theo thời gian, được thay thế bằng bút trâm đầu hình nêm (vì thế mà có tên chữ viết hình nêm) vào khoảng 2.700 – 2.500 năm TCN. Ban đầu chỉ có những ký hiệu ghi hình (xem chữ tượng hình) nhưng đã phát triển, đưa vào yếu tố ngữ âm ở thời gian thế kỷ 29 TCN. Chừng 2.600 năm TCN, chữ viết hình nêm bắt đầu thể hiện âm tiết trong nhóm ngôn ngữ Sumer vùng Lưỡng Hà. Cuối cùng, chữ viết hình nêm trở thành hệ thống chữ viết phổ biến ghi lại ký hiệu ghi hình, âm tiết và con số. Kể từ thế kỷ 26 TCN, dạng chữ viết này du nhập vào ngôn ngữ Akkad (một ngôn ngữ trong nhóm Sumer) và các ngôn ngữ khác như Hurria (ngôn ngữ được nói ở phía bắc Lưỡng Hà khoảng 2.300 năm TCN và gần như biến mất 1.000 năm TCN) và Hittite (ngôn ngữ đã biến mất, đã từng được nói ở trung tâm Tiểu Á từ 1.600 đến 1.100 năm TCN). Những ký tự tương tự còn được tìm thấy trong ngôn ngữ Ugaritic (ngôn ngữ đã biến mất, từng được sử dụng ở Ugarit, Syria) và Ba Tư cổ.

### Chữ tượng hình Ai Cập cổ đại
Chữ viết đóng vai trò quan trọng trong việc duy trì đế chế Ai Cập, và đọc và viết là đặc quyền của nhóm người được giáo dục để ghi chép và giữ gìn văn bản. Chỉ những người với xuất thân nhất định mới được đào tạo để trở thành người ghi chép và giữ gìn văn bản. Họ phục vụ trong đền thờ, quân đội và hệ thống hành chính của nhà vua (Pharaon). Hệ thống chữ tượng hình Ai Cập  luôn phức tạp, khó học, nhưng trong nhiều thế kỷ sau khi ra đời, chúng còn trở nên khó học hơn nhiều. Chủ ý của thực tế này là nhằm duy trì đặc quyền của những người ghi chép và giữ gìn văn bản

### Chữ viết Trung Hoa
Ở Trung Quốc, các nhà sử học biết được rất nhiều điều về những Triều đại Trung Hoa đầu tiên nhờ những văn bản còn sót lại. Từ thời nhà Thương, đa số những ghi chép này tìm thấy trên xương động vật hoặc bản ghi bằng đồng. Những chữ ghi trên mai rùa, qua phương pháp xác định tuổi bằng đồng vị carbon cho thấy chúng được viết khoảng 1.500 năm TCN. Các nhà sử học phát hiện ra rằng loại vật liệu được sử dụng có ảnh hưởng đến văn bản được ghi chép và cách thức sử dụng chúng.
Có những phát hiện gần đây về các mai rùa có niên đại khoảng 6.000 năm TCN như các ký hiệu tìm thấy ở Jiahu, nhưng liệu chúng đã đủ phức tạp để được coi là chữ viết hay chưa thì vẫn còn tranh cãi. Nếu những hình vẽ này được xác định là ngôn ngữ ở dạng viết thì chữ viết Trung Hoa

### Ký tự Elamite
Những biểu tượng tiền ký tự Elamite vẫn chưa giải nghĩa được xuất hiện có lẽ từ 3.200 năm TCN và trở thành có hàng lối vào cuối thiên niên kỷ 3 TCN, chúng sau đó được thay thế bằng chữ viết hình nêm Elamite du nhập từ ngôn ngữ Akkad.

### Chữ tượng hình Tiểu Á
Chữ tượng hình Tiểu Á là ký tự ghi lại hình để biểu đạt thông tin ra đời ở phía tây Tiểu Á. Lần đầu tiên xuất hiện trên các con dấu hoàng gia để ghi lại ngôn ngữ Luwian (một ngôn ngữ ngày nay đã tuyệt chủng) khoảng thế kỷ 20 TCN.

### Ký tự Crete
Chữ tượng hình Crete được tìm thấy tại các di chỉ của nền Văn minh Minos đảo Crete (xuất hiện ở giữa thiên niên kỷ 2 TCN). Vẫn chưa được giải mã.

## Chữ cái cổ Semitic (Trung Đông)
Những chữ cái đúng nghĩa đầu tiên (những chữ cái phụ âm, gán mỗi biểu tượng tương ứng với một âm vị, nhưng không nhất thiết mỗi âm vị ứng với một biểu tượng) xuất hiện khoảng 1.800 năm TCN ở Ai Cập Cổ đại, như một cách miêu tả ngôn ngữ được phát triển bởi những người Semitic phục vụ ở Ai Cập, nhưng những nguyên tắc chữ cái này không được du nhập vào hệ thống chữ viết tượng hình của Ai cập trong suốt thiên niên kỷ. Những chữ cái phụ âm ban đầu này vẫn ít được coi trọng trong nhiều thế kỷ. Và chúng chỉ trở nên quan trọng khi vào cuối thời kỳ đồ đồng, khi ký tự tiền chữ viết Sinaitic phân thành hai nhánh là hệ thống tiền chữ cái Canaan (khoảng 1.400 TCN) và hệ thống chữ cái nam Ả rập (khoảng 1.200 TCN). Hệ thống tiền chữ cái Canaan có lẽ bị ảnh hưởng bởi hệ thống chữ viết ghép vần Byblos mà hiện này vẫn chưa giải mã được và sau đó truyền ảnh hưởng vào chữ cái Ugantic (khoảng 1.300 TCN).

### Chữ viết Ấn Độ
Những ký hiệu tìm thấy của nền văn minh sông Ấn thời đồ đồng giữa vẫn chưa giải nghĩa được. Vẫn chưa rõ những ký hiệu này được xếp vào ký hiệu tiền ký tự hay đó là một dạng chữ viết biểu tượng-ngữ âm của các hệ thống chữ viết thời kỳ đồ đồng khác.

## Thời kỳ đồ sắt và sự ra đời hệ thống chữ viết hoa
Bảng chữ cái Phoenicia là hệ thống tiền chữ cái Canaan được tiếp tục phát triển ở thời kỳ đồ sắt (được cho là kế thừa từ sự chấm dứt của hệ thống này năm 1.050 TCN). Hệ thống chữ cái này đưa đến sự ra đời của chữ cái Aramaic và chữ cái Hy Lạp; rồi thông qua người Hy Lạp, dẫn đến sự ra đời của các chữ cái Tiểu Á và chữ cái Italic cổ (bao gồm tiếng Latin) vào thể kỷ 8 TCN. Chữ cái Hy Lạp đưa vào các ký hiệu nguyên âm. Nhóm chữ viết Brahmic của Ấn Độ có lẽ hình thành từ thế kỷ 5 TCN từ những tiếp xúc với chữ viết Aramaic. Chữ viết Hy Lạp và Latin vào các thế kỷ đầu Công nguyên là phát tích của một số hệ thống ký tự châu Âu như chữ cái Runes, chữ cái Gothic và chữ cái Cyrillic. Trong khi đó, chữ viết Aramaic là khởi nguồn của chữ cái Hebrew, chữ cái Syriac và chữ cái Arabic; chữ cái nam Ả rập mang đến sự hình thành chữ cái Ge’ez.
Cũng thời gian này (thế kỷ 4), chữ viết Nhật Bản ra đời từ chữ viết Trung Hoa.

## Chữ viết và lịch sử
Các nhà sử học phân định rạch ròi thời tiền sử và thời lịch sử, theo đó thời lịch sử bắt đầu kể từ khi có các nguồn ghi chép đáng tin cậy. Sự xuất hiện của chữ viết ở một khu vực được kế tiếp, trong vài thế kỷ sau đó, bằng những ghi chép rời rạc thì không được đưa vào thời lịch sử được. Chỉ khi có sự hiện diện của những văn bản liền mạch, đan kết thì mới đánh dấu thời lịch sử. Trong các xã hội học vấn ban đầu, phải mất đến 600 năm để những ghi chép đầu tiên được kế thừa bằng những nguồn văn bản chặt chẽ (khoảng năm 3.200 đến 2.600 TCN). Trong trường hợp nước Ý, quãng thời gian này là 500 năm từ khi có chữ cái Italic cổ đến khi Plautus viết hài kịch (năm 750 đến 250 TCN). Với những  tộc German, khoảng thời gian cũng dài tương đương: 500 năm kể từ những ghi chép rời rạc đầu tiên của chữ viết cổ Futhark khoảng năm 200 đến những văn bản đầu tiên như quyển Abrogans năm 750.